# Le Cercle parfait (film)
Pour les articles homonymes, voir Le Cercle parfait.
Pour plus de détails, voir Fiche technique et Distribution.
Le Cercle parfait (Savršeni krug) est un film bosnien réalisé par Ademir Kenović, sorti en 1997.

## Synopsis
Hamza est poète et il vit à Sarajevo avec sa famille alors que le siège de la ville fait rage. Après avoir envoyé sa femme Gospodja et sa fille Miranda en Croatie pour qu'elles y soient en sécurité, il découvre deux orphelins, Adis et Kerim, qui ont échappé. Il décide de les héberger chez lui.

## Fiche technique
- Titre original : Savršeni krug
- Titre français : Le Cercle parfait
- Réalisation : Ademir Kenović
- Scénario : Ademir Kenović, Abdulah Sidran et Pjer Žalica
- Pays d'origine : Bosnie-Herzégovine
- Format : Couleurs - 35 mm - 1,85:1
- Genre : drame, guerre
- Durée : 110 minutes
- Dates de sortie :
  -  Canada : 24 août 1997 (Festival des films du monde de Montréal)
  -  France : 10 septembre 1997

## Distribution
- Mustafa Nadarevic : Hamza
- Almedin Leleta : Adis
- Almir Podgorica : Kerim
- Josip Pejakovic : Marko
- Jasna Diklic : Gospodja
- Mirela Lambic : Miranda
- Ljubica Lohajner-znidaric : Stara zena
- Amina Begovic : Gordana
- Sultana Omerbegovic : Ivana
- Zaim Muzaferija : Asaf
- Mira Avram : Hamzina majka
- Bozidar Bunjevac : Grobar

## Accueil critique
En 1996, Les Inrockuptibles nuance leur citrique expliquant qu'il s'agit d'un bon film malgré quelques scènes tirant en longueurs.
En 1997, Libération apprécie le film le classant comme son coup de cœur. L'Humanité salue de son côté la valeur symbolique du film. Le Soir loue toute la tragédie humaine que dégage le film.
En 1998, Le Monde parle d'un film de haut niveau dépeignant les horreurs de la guerre humaine.

## Distinctions
Sauf indication contraire ou complémentaire, les informations mentionnées dans cette section peuvent être confirmées par le site MUBI

### Prix
- 1997 : 
  - Prix François-Chalais au Festival de Cannes
  - Festival international du film de Tokyo[7]

### Nominations
- 1997 : European Film Awards et European Screenwriter of the Year

### Sélections officielles
- 1997 : Festival International du Film de Montréal
- 1998 : International Film Festival Rotterdam